# Georg Hohermuth von Speyer

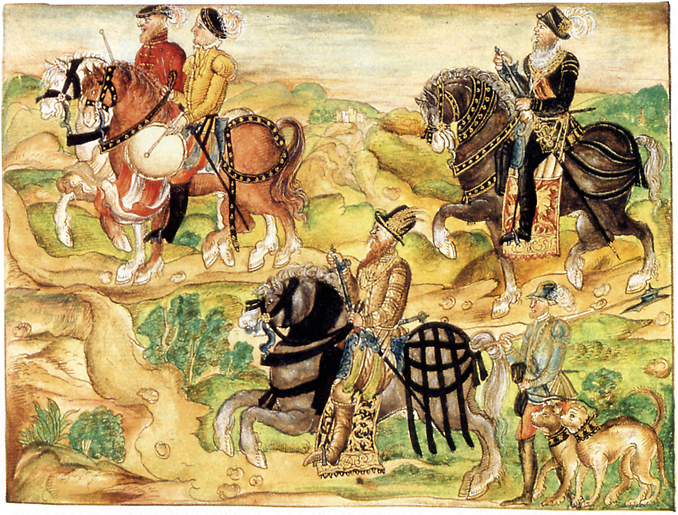
Musterung der Welser-Armada durch Hohermuth von Speyer (rechts) und von Hutten (Mitte) in San Lúcar de Barrameda

Georg Hohermuth von Speyer (auch Jorge de Espira; * um 1500 in Speyer; † 11. Juni 1540 in Coro, Venezuela) war ein deutscher Konquistador und Statthalter von Venezuela.

## Leben
Hohermuth stand in Augsburg, Lyon und Sevilla in Diensten von Bartholomäus V. Welser, erhielt 1530 von Kaiser Karl V. ein Wappen und wurde 1534 zum Statthalter und Generalkapitän der Welserschen Kolonie Venezuela und Cabo de la Vela ernannt. Gemeinsam mit Philipp von Hutten und Nikolaus Federmann erreichte er 1535 Coro. Neben seinen Aufgaben in den Bereichen Justiz, Befriedung, Besiedelung und Mission wandte er sich vor allem der Suche nach dem legendären „El Dorado“ zu; eine Expedition scheiterte jedoch. Während seiner Abwesenheit bis 1538 durch Federmann in seinen Ämtern ersetzt, bestätigte ihn Karl V. 1539 erneut als Statthalter und Generalkapitän. Hohermuths Expedition entdeckte einige Westzuflüsse des Orinoco.
Er erreichte vermutlich das Gebiet der heutigen Provinz Putumayo an der Grenze zwischen Kolumbien und Ecuador und entdeckte dabei den Río Caquetá und den Río Putumayo, beide Zuflüsse des Amazonas.
In seinen Aufzeichnungen ist von einem Gebirge die Rede, in dem er von einem Omaguas genannten Indianerstamm angegriffen wurde. Dabei wurde seine Expeditionsmannschaft so sehr dezimiert, dass er kurz darauf, von den verbliebenen Teilnehmern gezwungen, umkehren musste. Vermutlich handelte es sich bei diesem Gebirge um die bis heute nahezu unzugängliche Serranía de Chiribiquete, im Osten der heutigen kolumbianischen Provinz Caquetá gelegen. Er starb während der Vorbereitungen zu einer zweiten Expedition nach dem Goldland.